# چشم‌سفید هلیای کاکلی
چشم‌سفید هلیای کاکلی (نام علمی: Lophozosterops dohertyi) نام یک گونه از تیره چشم‌سفید است.